# (7128) Misawa
(7128) Misawa (1991 SM1) – planetoida z pasa głównego asteroid okrążająca Słońce w ciągu 5,55 lat w średniej odległości 3,13 j.a. Odkryta 30 września 1991 roku.